# Phyllophaga signaticollis
Phyllophaga signaticollis är en skalbaggsart som beskrevs av Hermann Burmeister 1855. Phyllophaga signaticollis ingår i släktet Phyllophaga och familjen Melolonthidae. Inga underarter finns listade i Catalogue of Life.